# Піді (регентство)
Регентство Піді (також відоме як: Pidie, Pědir «король»; індонез. Kabupaten Pidie) є регентством спеціального регіону Ачех в Індонезії. Він розташований на півночі острова Суматра в Західній Індонезії, межує з Малаккською протокою та регентством Піді-Джая (яке раніше було частиною регентства Підіє, поки не було відокремлено в 2007 році), на півночі, регентством Ачех-Бесар в на заході, регентство Біруен на північному сході та регентство Ачех-Джая на півдні. Регентство займає площу 3184,45 квадратних кілометрів і мало населення 379 108 осіб за переписом 2010 року та 435 275 осіб за переписом 2020 року офіційна оцінка на середину 2021 року становила 439 398. Піді був найбільшим районом для виробництва рису в провінції Ачех, виробляючи близько 20% його загального виробництва.
Люди з Піді контролюють різні ринки в спеціальному регіоні Ачех, у сусідній провінції Північна Суматра (зокрема, у місті Медан) і в сусідній країні Малайзії.

## Адміністративний поділ
Регентство адміністративно поділено на двадцять три округи (кечаматани), перелічені нижче з їхніми територіями та населенням за даними перепису 2010 року та перепису 2020 року разом з офіційними оцінками станом на середину 2021 року Таблиця також містить розташування районних адміністративних центрів, кількість адміністративних сіл (деса та келурахан) у кожному районі та їх поштовий індекс.
| Назва                          | Площа в км2 | Перепис 2010 | Перепис 2020 | Оцінка середина 2021 | Адмін центр      | Клк. сіл | Індекс       |
| ------------------------------ | ----------- | ------------ | ------------ | -------------------- | ---------------- | -------- | ------------ |
| Geumpang                       | 657,07      | 6 008        | 7 184        | 7 280                | Geumpang         | 5        | 24167        |
| Грива                          | 675,04      | 7 786        | 8 905        | 8 997                | Грива            | 4        | 24189        |
| Глумпанг Тіга                  | 54.84       | 16 888       | 19 348       | 19 526               | Глумпанг Міньєк  | 34       | 24183        |
| Глумпанг Баро                  | 12.12       | 9 622        | 10 981       | 11 078               | Кот Глумпанг     | 21       | 24180        |
| Мутіара                        | 16.75       | 18 418       | 21 041       | 21 229               | Beureunuen       | 29       | 24173        |
| Мутіара Тімур (Східна Мутіара) | 31.24       | 30 767       | 35 319       | 35 651               | Бандар Мутіара   | 48       | 24175        |
| Тіро (Трусеб)                  | 174,69      | 7 097        | 8440         | 8 549                | Tiro             | 19       | 24174        |
| Тансе                          | 786,58      | 23 509       | 26 948       | 27 198               | Tangse           | 28       | 24166        |
| Кеумала                        | 49.30       | 8 905        | 10 492       | 10 617               | Кеумала          | 18       | 24165        |
| Titeue                         | 27.42       | 6 101        | 7 176        | 7 261                | Titeue           | 13       | 24168        |
| Шакти                          | 38.52       | 18 817       | 21 374       | 21 553               | Кота Бакті       | 49       | 24164        |
| Міла                           | 35.32       | 8 068        | 9 835        | 9 985                | Міла             | 20       | 24163        |
| Паданг Тідзі                   | 257,59      | 19 633       | 24 063       | 24 444               | Паданг Тідзі     | 64       | 24161        |
| Деліма                         | 24.99       | 18 659       | 21 673       | 21 902               | Reubee           | 44       | 24161        |
| Гронг-Гронг                    | 7.77        | 6 209        | 6753         | 6 781                | Grong-Grong      | 15       | 24150        |
| Індраджая                      | 25.41       | 20 715       | 23 325       | 23 501               | Caleue           | 49       | 24171        |
| Пеукан Баро                    | 17.29       | 18 253       | 20 619       | 20 781               | Lampoih Saka     | 48       | 24172        |
| Кембанг Танджонг               | 28.87       | 19 315       | 21 609       | 21 758               | Кембанг Танджонг | 45       | 24182        |
| Сімпанг Тіга                   | 24.86       | 20 291       | 23 211       | 23 421               | Simpang Tiga     | 52       | 24181        |
| Кота Сіглі (місто Сіглі)       | 6.56        | 18 829       | 20 202       | 20 259               | Кота Сіглі       | 15       | 24115 -24119 |
| Під'є (місто)                  | 26.09       | 39 814       | 45 452       | 45 856               | Lhok Keutapang   | 64       | 24151        |
| Бейті                          | 46.11       | 18 077       | 20 589       | 20 767               | Batee            | 28       | 24152        |
| Муара Тіга                     | 160.03      | 17 427       | 20 736       | 21 004               | Laweueng         | 18       | 24153        |
| Усього                         | 3184,45     | 379,108      | 435 275      | 439 398              | Кота Сіглі       | 730      |              |